# سورن ۳۸۶۴
سیارک ۳۸۶۴ (به انگلیسی: 3864 Soren، نامگذاری:1986XF) سه هزار و هشتصد و شصت و چهارمین سیارک کشف شده‌است که در ۶ دسامبر ۱۹۸۶ کشف شد.
قدر مطلق سیارک برابر ۱۳٫۵۰ است.